# Geranium bequaertii
Geranium bequaertii là một loài thực vật có hoa trong họ Mỏ hạc. Loài này được De Wild. mô tả khoa học đầu tiên năm 1922.